# Absalón Castellanos Domínguez, Ocozocoautla de Espinosa
Absalón Castellanos Domínguez är en ort i Mexiko.   Den ligger i kommunen Ocozocoautla de Espinosa och delstaten Chiapas, i den sydöstra delen av landet, 700 km öster om huvudstaden Mexico City. Absalón Castellanos Domínguez ligger 432 meter över havet och antalet invånare är 450.
Terrängen runt Absalón Castellanos Domínguez är huvudsakligen kuperad, men den allra närmaste omgivningen är platt. Runt Absalón Castellanos Domínguez är det ganska tätbefolkat, med 83 invånare per kvadratkilometer. Närmaste större samhälle är Nuevo Naranjo, 19,6 km norr om Absalón Castellanos Domínguez. Omgivningarna runt Absalón Castellanos Domínguez är en mosaik av jordbruksmark och naturlig växtlighet.